# Marc et Marie
 (août 2017).
Si vous disposez d'ouvrages ou d'articles de référence ou si vous connaissez des sites web de qualité traitant du thème abordé ici, merci de compléter l'article en donnant les références utiles à sa vérifiabilité et en les liant à la section « Notes et références ».
Marc et Marie (はいからさんが通る, Haikara-san ga tōru) est un manga de Waki Yamato. La version animée de Marc et Marie comporte 42 épisodes créés fin des années 1970.
Le manga a remporté en 1977 le prix du manga Kōdansha dans la catégorie « Shōjo », à égalité avec Candy de Kyoko Mizuki et Yumiko Igarashi.
En France, la version animée a été achetée par AB Productions. Prévue originellement sur La Cinq, la série sera finalement diffusée pour la première fois sur la chaine monégasque TMC en 1995 avant d'être rediffusée ultérieurement sur la chaîne câblée Mangas.

## Synopsis
Dans l'empire du Japon du début des années 1920, la jeune Marie est fiancée à un militaire qui se trouve être le jeune homme arrogant qui s'est moqué d'elle plus tôt. Cet homme est le lieutenant Marc. Ils apprennent à se connaître et tombent finalement amoureux mais n'ont pas le temps de vivre leur amour. En effet, Marc doit partir à la guerre lors de l'intervention en Sibérie. Là bas, il est laissé pour mort mais est sauvé par la Marquise Rarisa, qui n'est autre que la belle-sœur du jeune lieutenant. Celle-ci voit en Marc son défunt époux, qui est aussi le frère de Marc car le militaire et son frère Sasha se ressemblent trait pour trait. Marc ayant perdu la mémoire, il pense lui aussi être Sasha. La Marquise et lui s'installent dans la ville où réside Marie. Celle-ci, après avoir appris la disparition de Marc, décide de faire carrière dans le journalisme dans l'espoir de retrouver Marc. Son patron, le séduisant et délicieux Tousei, demande Marie en mariage. Celle-ci accepte. Marc recouvrant la mémoire se souvient de Marie, mais bien trop tard. De plus, la maladie de Rarisa s'aggravant, il laisse Marie et Tousei se fiancer. Mais heureusement pour lui, le mariage sera annulé à cause de l'effroyable séisme du Kantō de 1923. À la suite de la catastrophe, la Marquise Rarisa meurt de ses graves blessures. Marc part à la recherche de Marie, celle-ci étant prisonnière des flammes.

## Doublage français
- Virginie Méry : Marie Hanamura
- Régis Lang : Marc, Comte 1er juin
- Éric Aubrahn : Frédéric, le colonel Innen, Tōsai, Dominique
- Bernard Tiphaine : Charlie et le père de Marie
- Sophie Gormezano : Jocelyne
- Virginie Ogouz : Juliette
- Françoise Fleury : Comtesse 1er juin, Douena, Anna, l'institutrice
- Catherine Privat : Laliza
- Emmanuel Curtil : le Loup Noir
- Jean-François Kopf, Stefan Godin, Stéphanie Murat, Lucie Dolène : remplacements et voix additionnelles
- Magali Barney : voix additionnelles

Version française
- - Studio de doublage : SOFI
  - Direction artistique : Bernard Tiphaine
  - Adaptation : Vincent Szczepanski